# Emily DiDonato

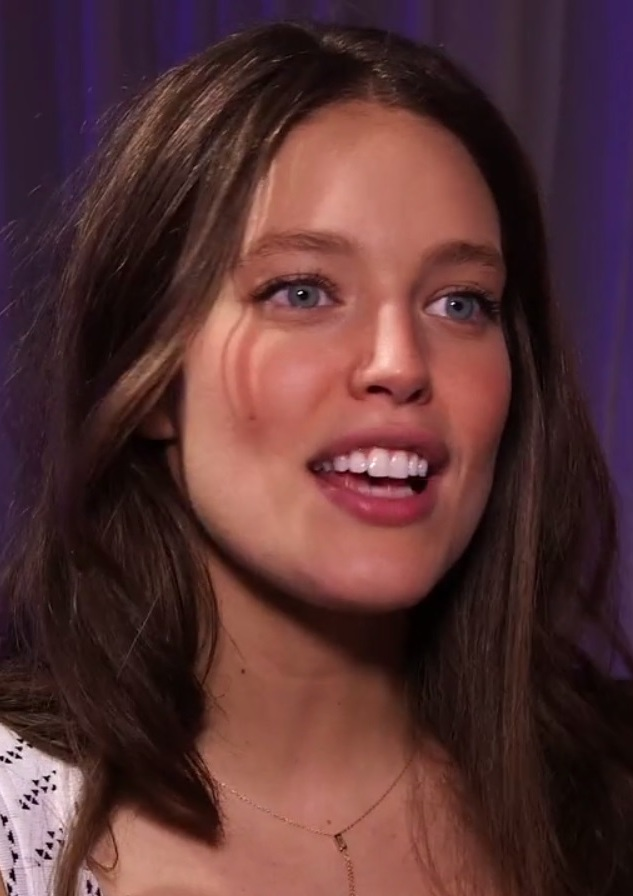
Emily DiDonato

Emily DiDonato, född 24 februari 1991 i New York, är en amerikansk fotomodell. Hon förekom i Sports Illustrated Swimsuit Issue 2013.